# Ali Boudjemâa
Ali Boudjemâa (en arabe : علي بوجمعة) est un judoka algérien.

## Carrière
Ali Boudjemâa est médaillé d'or dans la catégorie des moins de 78 kg aux Championnats d'Afrique de judo 1986 à Casablanca. Il est l'entraineur de l'équipe d'Algerie messieurs aux Championnats d'Afrique de judo 1990 à Alger avec Salah Djenane. 
Entraîneur et médecin de l'équipe nationale, il est élu président de la Fédération algérienne de judo en 2009 .